# Mariano Rampolla del Tindaro
Mariano Rampolla del Tindaro (ur. 17 sierpnia 1843 r. w Polizzi Generosa, zm. 16 grudnia 1913 r. w Rzymie) – włoski duchowny katolicki, hrabia, kardynał, urzędnik Kurii Rzymskiej.

## Życiorys
Święcenia kapłańskie otrzymał w 1866 r. w Rzymie. W 1887 r. został mianowany przez papieża Leona XIII sekretarzem stanu Stolicy Apostolskiej, którym był do 1903 r. Wymieniany jako faworyt na tron papieski. Podczas konklawe w 1903 r. nie został wybrany z powodu zgłoszonej przez polskiego kardynała Jana Puzynę ekskluzywy w imieniu cesarza Austrii Franciszka Józefa. Nowy papież Pius X w 1904 r. w konstytucji Commissum Nobis zakazał takich sprzeciwów pod karą ekskomuniki.